# Музыкально-компьютерные технологии

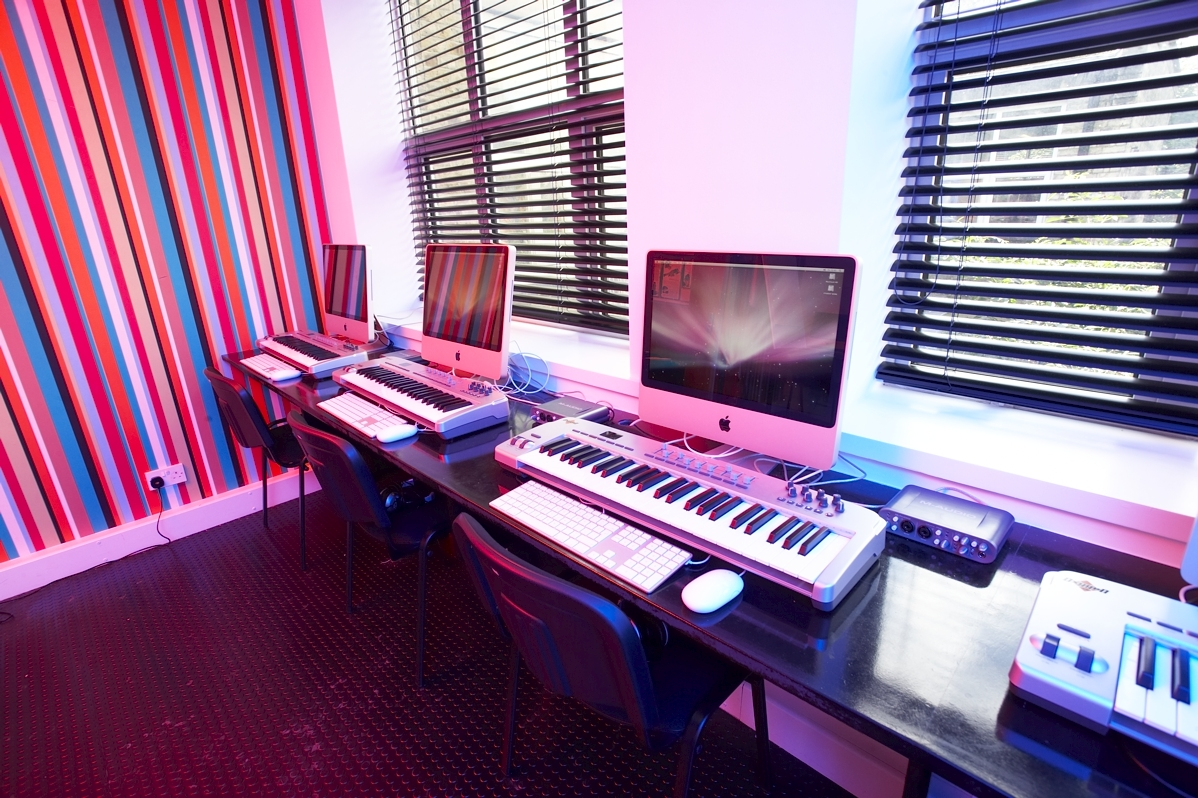
Mac Black & White Room

Музыка́льно-компью́терные техноло́гии (англ. Music technology) — современная образовательная программа, по которой осуществляется сегодня преподавание в некоторых ВУЗ-ах России и других стран мира.
В тех странах, где практика преподавания по программе «музыкально-компьютерные технологии» имеет уже достаточно длительную историю, данная профильная образовательная программа была со временем стандартизирована в учебных планах ВУЗ-ов этих стран под более общим спецификационным названием «музыкальные технологии» (англ. Music technology).
В России, где практика обучения на государственном уровне основам электронной и компьютерной музыки начала осуществляться относительно недавно, профессионально-образовательный профиль под спецификационным названием «Музыкально-компьютерные технологии» (МКТ) включён Министерством Образования и Науки РФ в Федеральный Государственный Образовательный Стандарт Высшего Профессионального Образования (ФГОС ВПО) по направлениям 050100 «Педагогическое образование» и 050600 «Художественное образование».

## Содержание программы МКТ (специальные дисциплины)

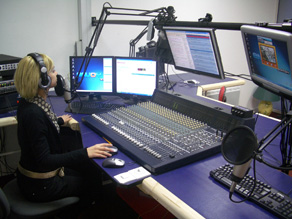
Современная компьютерная радиостудия

Магистерская образовательная программа «Музыкально-компьютерные технологии»
включает в себя следующие специальные дисциплины:
- Компьютерная музыка в контексте цифровых искусств. (Computer music in digital arts context.)
- Цифровая обработка звука. (Digital sound processing.)
- Технологии программирования музыкальных систем. (Technologies of modern musical systems programming.)
- Музыкальная акустика, звукосинтез и студийная звукорежиссура. (Musical acoustics, sound synthesis and audio operating.)
- Новые информационные технологии в современном музыкальном образовании и творчестве. (New information technologies in modern music education and creativity.)
- Технологии компьютерного музыкального творчества. (Technologies of computer-based music art.)
- Педагогический дизайн [в области МКТ]. (Pedagogical design.)
- Специальный музыкальный инструмент [индивидуально]. (Special musical instrument.)